# Reverberation
Reverberation es el sexto álbum de estudio de la banda británica de rock Echo & the Bunnymen. Se lanzó en medio de un cambio de formación, debido a la partida del cantante Ian McCulloch y la muerte del batería Pete de Freitas. A los miembros restantes (el guitarrista Will Sergeant y el bajista Les Pattinson) se les unieron el excantante de Vitus Dance, Noel Burke, el teclista Jake Brockman y el batería Damon Reece. La producción corrió a cargo del ingeniero de sonido de The Beatles Geoff Emerick en el Ridge Farm Studio de Surrey, Inglaterra y contiene un sonido más psicodélico que los discos anteriores.
Después de su publicación en diciembre de 1990, la recepción crítica no fue muy favorable; ahondaron en el hecho de que Burke no era un buen sustituto para McCulloch, de quien pensaban que era un aspecto indispensable de la banda. Reverberation ni siquiera entró en las listas de venta, por lo que WEA Records les rescindió el contrato y después de publicar dos sencillos de forma independiente, la banda se disolvió en 1993.

## Antecedentes y grabación
Entre agosto y septiembre de 1987, Echo & the Bunnymen hicieron una gira estadounidense como cabezas de cartel junto a la popular banda de música electrónica New Order. A pesar de que la gira pasó sin incidentes, las actuaciones fueron tildadas de ser de baja calidad y a pesar de que el público estadounidense quedó aparentemente satisfecha con los conciertos, cuando la banda regresó al Reino Unido para comenzar una gira otoñal, la prensa y público no quedaron satisfechos. Poco después anunciaron sus planes de grabar un álbum autoproducido de "rock salvaje" cuando tuviesen tiempo. A comienzos de 1988 volvieron a hacer giras por el Reino Unido y Estados Unidos y los conciertos recibieron mejor crítica que los anteriores; el guitarrista Will Sergeant recibió especiales elogios – el discjockey de la BBC Radio 1, John Peel dijo: "Will Sergeant estuvo genial, moviéndose en un periquete de chirridos de sonidos enojados a tocar con tal cariño y delicadeza que hubo susurros provenientes de su guitarra que juraría que solo oíamos él y yo". En marzo de 1988, publicaron una versión de la canción de The Doors, "People Are Strange". Sin embargo, no impresionó a los críticos; la revista Melody Maker lo denominó un "esfuerzo rancio", mientras que Q dijo que la banda había "tirado la toalla".
Después de una gira japonesa en abril de 1988, el cantante de Echo & the Bunnymen, Ian McCulloch, anunció que la banda se iba a separar. Después, McCulloch volvió al Reino Unido para visitar a su padre, quien había tenido dos paros cardiácos recientes, aunque murió poco después de que llegase. Después de cinco meses especulando sobre la separación, en septiembre de 1988, McCulloch se reunió con el resto de los integrantes del grupo y a pesar de que intentaron convencerle, decidió abandonar igualmente. McCulloch comentó en una entrevista de 1997: "Los últimos días de 'The Bunnymen' consitieron en un puñado de personas más interesadas en cambiarle el aceite a sus coches que en el rock 'n' roll. Eso me jodía. Yo hacía todas las jodidas entrevistas, componía todas las puñeteras canciones". Después de que Rob Dickins de WEA convenciese a la banda de que aún podían tener éxito en Estados Unidos, Sergeant informó a McCulloch de que él y los otros dos miembros, el bajista Les Pattinson y el batería Pete de Freitas, planeaban seguir. Después de un intento fallido de grabar con los cantantes de The B-52's, Kate Pierson y Cindy Wilson, decidieron poner un anuncio para buscar un reemplazo a tiempo completo.
Mientras McCulloch grababa su álbum debut, Candleland (1989), Echo & the Bunnymen otorgaron al teclista Jake Brockman, quien había estado de gira con ellos muchos años, un puesto fijo en la banda. En abril de 1989, después de escuchar un disco de la desaparecida banda St. Vitus Dance, recomendada por Geoff Davies de Probe Records en Liverpool, Sergeant pensó que el cantante Noel Burke podría encajar bien en el contexto sónico de la banda. Después de una reunión con los demás miembros de la banda y de recibir una reafirmación de que no buscaban un clon de McCulloch, Burke aceptó la oferta. Sin embargo, el 14 de junio de 1989, de Freitas murió en un accidente de moto cuando iba de camino a un ensayo. La banda contrató como batería a Damon Reece, amigo de Brockman y comenzaron a ensayar. La nueva formación debutó con una serie de conciertos a mediados de marzo de 1990, mezclando material nuevo y antiguo. En un principio McCulloch llamó a la nueva encarnación de la banda "Echo & the Bogusmen", aunque después comentó que esa denominación fue obra del exguitarrista de The Smiths, Johnny Marr. Más tarde Sergeant comentó que mantener el nombre de la banda fue en parte para intentar "darle un amargo golpe a [McCulloch]".
La nueva formación comenzó a grabar en el Ridge Farm Studio de Surrey, Inglaterra, a mediados de mayo de 1990 para grabar su nuevo disco con el productor Geoff Emerick, quien ya había trabajado como ingeniero de sonido en varios de los discos de The Beatles. Mientras grababan el disco, Emerick se sentaba fuera del estudio para poder "oír correctamente la mezcla". Emerick utilizó instrumentos como sitares y tablas, además de utilizar loops de guitarra invertidos. El disco contiene muchas de las influencias de música psicodélica de Sergeant.

## Lanzamiento y recepción
"Enlighten Me", publicada en octubre de 1990, fue el único sencillo extraído de Reverberation. En la lista de sencillos del Reino Unido solo alcanzó el puesto noventa y seis, aunque se posicionó en el octavo puesto de la lista Hot Modern Rock Tracks estadounidense. El disco se publicó en diciembre de 1990 y Echo & the Bunnymen comenzaron una gira de diecisiete días por Reino Unido e Irlanda que recibió buenas reseñas. Melody Maker describió la banda como "una lección de cómo sobrevivir y prosperar". Sin embargo, las reseñas del disco no fueron tan positivas. Tim DiGravina de Allmusic le concedió solo dos estrellas y media de cinco y dijo: "Echo & the Bunnymen no existen sin la característica voz de Ian McCulloch", aunque añadió que el álbum hubiese sido un "gran debut" si la banda hubiese decidido grabarlo bajo otro nombre. Bob Mack, en su reseña para Entertainment Weekly fue más contundente criticando el disco. Describió su sonido como "desesperadamente esclavo de la pálida marca de pseudo-psicodelia [la banda] ayudó a popularizar la década pasada". Siguió describiendo a Burke y la mayoría de las canciones como "insulsos". Terminó la reseña diciendo que "es un pavo mejor dejar que se coma la familia, amigos y fanáticos de la banda".
Reverberation no llegó a entrar en la UK Albums Chart, convirtiéndose en el peor resultado en listas de Echo & the Bunnymen hasta el momento. WEA Records rescindió su contrato con Echo & the Bunnymen a principios de 1991. En octubre de 1991, después de una gira por Asia del Este, la banda creó su propia discográfica, Euphoric Records y publicaron el sencillo "Prove Me Wrong". En marzo de 1992 publicaron el sencillo "Inside Me, Inside You". Ninguno de los dos lanzamientos de Euphoric alcanzaron a entrar en el UK Singles Chart. La banda comenzó una larga gira por Estados Unidos y a comienzos de 1993 se separaron definitivamente.

## Lista de canciones
Todas las canciones escritas y compuestas por Echo & the Bunnymen. 
| Original |                       |          |  |
| N.º      | Título                | Duración |  |
| 1.       | «Gone, Gone, Gone»    | 4:13     |  |
| 2.       | «Enlighten Me»        | 5:01     |  |
| 3.       | «Cut & Dried»         | 3:47     |  |
| 4.       | «King of Your Castle» | 4:36     |  |
| 5.       | «Devilment»           | 4:44     |  |
| 6.       | «Thick Skinned World» | 4:18     |  |
| 7.       | «Freaks Dwell»        | 3:51     |  |
| 8.       | «Senseless»           | 4:55     |  |
| 9.       | «Flaming Red»         | 5:33     |  |
| 10.      | «False Goodbyes»      | 5:40     |  |

## Créditos
| Echo & The Bunnymen - Noel Burke – voz, guitarra, piano - Will Sergeant – guitarra, loops, autoarpa - Les Pattinson – bajo, piano | Músicos adicionales - Jake Brockman – mellotron, farfisa - Damon Reece – batería, percusión - Shanker Ganguly – armonio - Punita Gupta – sitar - John Leach – dulcémele - John Mayer – tambura - Adam Peters – violonchelo, piano - Esmail Sheikh – dholak - Gurdev Singh – tar shahanai | Producción - Geoff Emerick – productor - Will Gosling – ingeniero - Adrian Moore – ingeniero asistente - Paul Apted – ingeniero asistente |